# 大凱龍山

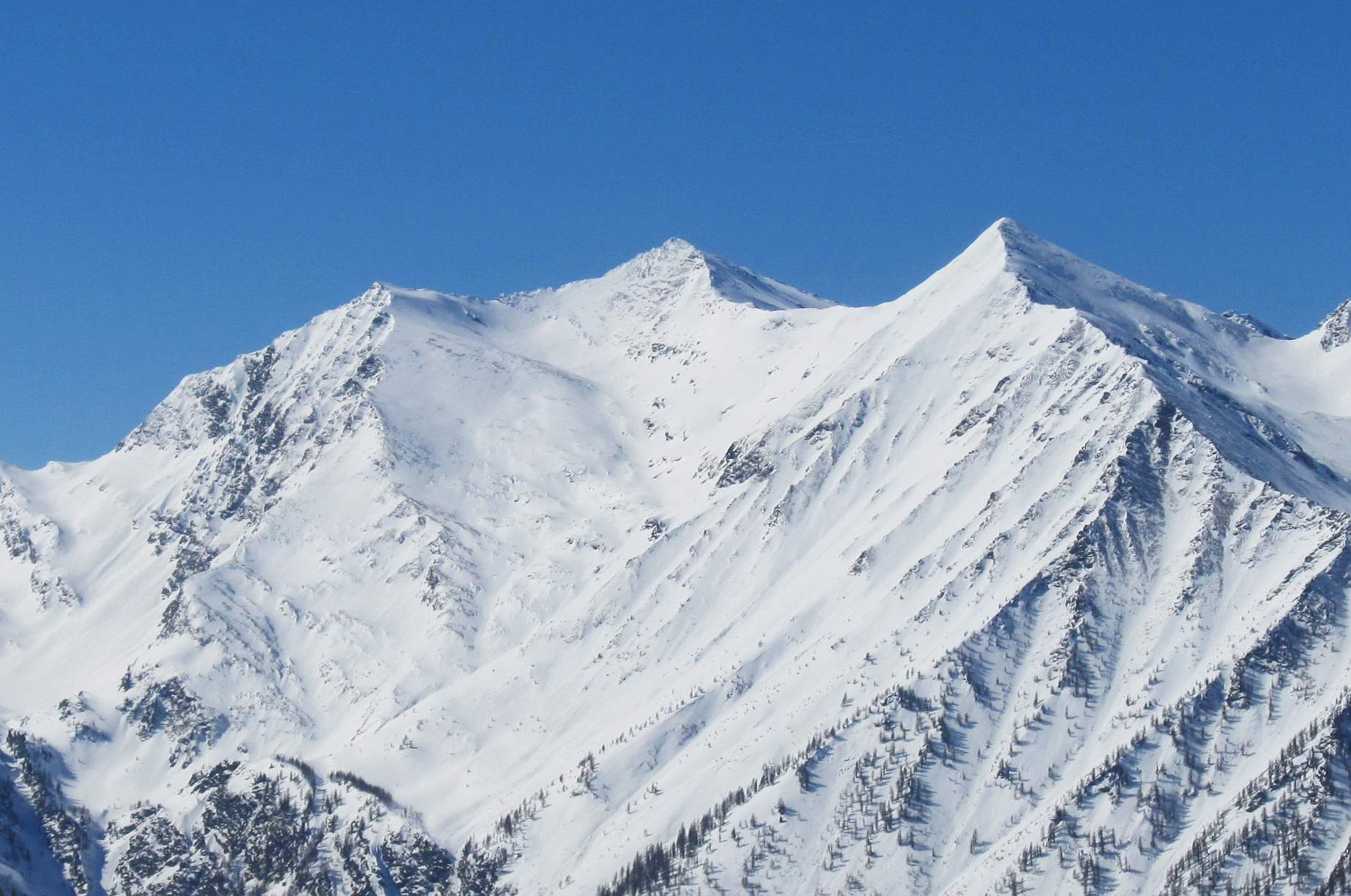

44°50′36″N 7°00′02″E / 44.843455°N 7.000694°E
大凱龍山（法語：Gran Queyron），是法國的山峰，位於該國東南部，由普羅旺斯-阿爾卑斯-蔚藍海岸大區負責管轄，屬於科蒂安阿爾卑斯山脈的一部分，海拔高度3,060米，每年平均降雨量1,435毫米。